# Antiga església de Petäjävesi
L'Antiga Església Petäjävesi (finès: Petäjäveden Vanha Kirkko) és una església de fusta situada a Petäjävesi, Finlàndia. Va ser inscrit el 1994 en la Llista del Patrimoni Mundial de la UNESCO.
Va ser construït entre 1763 i 1765. La UNESCO considera que es tracta d'un representant de l'església luterana de tradició escandinava tradició, barreja d'estil gòtic renaixentista amb altres elements.